# Olympic Valley
 For alternative betydninger, se Squaw Valley. (Se også artikler, som begynder med Squaw Valley)
Olympic Valley (almindeligvis kendt som Squaw Valley) er en californisk by i Placer County nordvest Tahoe City nær Highway 89 ved Truckee Rivers flodbred. Byen er hjemsted for Squaw Valley Skiområde og var værtsby for Vinter-OL 1960. Det er det mindste sted i verden, der nogensinde har været vært for de olympiske lege.
Post til Squaw Valley skal adresseres "Olympic Valley, CA 96146" for at undgå forveksling med Squaw Valley, Fresno County, Californien i Fresno County.